# Prosopis globosa
Prosopis globosa es una especie arbustiva del género Prosopis que habita en regiones áridas de América del Sur.

## Taxonomía
Prosopis globosa fue descrita por Gillies ex Hook. & Arn. y publicado en Botanical Miscellany 3: 205. 1833.
Etimología
Prosopis: nombre genérico otorgado en griego para la bardana, pero se desconoce por qué se aplica a esta planta.
globosa: epíteto latíno que significa "en forma de globo"